# Antrocephalus fabricator
Antrocephalus fabricator är en stekelart som först beskrevs av Walker 1862.  Antrocephalus fabricator ingår i släktet Antrocephalus och familjen bredlårsteklar. Inga underarter finns listade i Catalogue of Life.